# كفاح الخوص
كفاح الخوص (9 فبراير 1978 -)، ممثل ومخرج وكاتب سوري.

## عن حياته
شارك في عدة أعمال سورية وعربية، ظهر لأول مرة سنة 2000 في مسلسل الزير سالم بشخصية مرة بن همام ثم بعد ذلك سطع نجمه وظهر في أعمال كبيرة كمشاركته المتميزة في المسلسل التاريخي القعقاع بن عمر التميمي سنة 2010.
ويهتم بكتابة شعر المحكي أي في اللهجة السورية العامة ومن أهم مسرحيات الذي قدمها: هارموني سوري وهوب هوب

## من أعماله

### المسلسلات
- باب الحارة جـ 8—9
- الندم
- حرائر
- عنترة بن شداد
- الحقائب
- بواب الريح
- حلاوة الروح
- سنعود بعد قليل
- إمام الفقهاء
- القعقاع بن عمرو التميمي
- الليلة الثانية بعد الألف
- عن الخوف والعزلة
- صقر قريش
- الزير سالم
- وشاء الهوى
- ربيع قرطبة
- ملوك الطوائف
- عطر الشام 1.2.3.4 (بدور بشير أفندي)

قمر بني هاشم (بدور خالد بن الوليد)
ليس سرابا بدور نشأت

## روابط خارجية
- كفاح الخوص على موقع قاعدة بيانات الأفلام العربية